# Alfred Swift
Alfred James "Jimmy" Swift (25 de junho de 1931 — 13 de abril de 2009) foi um atleta olímpico e ciclista sul-africano, ativo durante os anos 50 do século XX.
Durante sua carreira, participou de dois Jogos Olímpicos.
Em Helsinque 1952, conquistou uma medalha de prata na prova de perseguição por equipes, junto com seus compatriotas Thomas Shardelow, George Estman e Robert Fowler. Ainda em Helsinque, participou em mais duas provas, estrada individual e contrarrelógio por equipes, tendo abandonado antes do tempo.
Em Melbourne 1956, conquistou uma medalha de bronze na corrida de 1 km contrarrelógio, atrás de Leandro Faggin e Ladislav Fouček. Na perseguição por equipes, permaneceu em quarto lugar, enquanto que nas provas de estrada, voltou a abandonar.
Em 1954, Swift foi o vencedor e recebeu a medalha de ouro na prova de contrarrelógio dos Jogos da Commonwealth, realizados em Vancouver.